# La leyenda del Zorro
La leyenda del Zorro (en inglés: The Legend of Zorro) es una película de 2005 dirigida por el neozelandés Martin Campbell y protagonizada por Antonio Banderas y Catherine Zeta-Jones y es una secuela a La máscara del Zorro de 1998, también dirigida por Campbell y protagonizada por Banderas y Zeta-Jones. El filme fue rodado en Nueva Zelanda y México. Los efectos especiales del filme son producto de la empresa neozelandesa Weta Workshop.

## Argumento
Una vez derrotado Rafael Montero, el nuevo Zorro Alejandro Murrieta (Antonio Banderas) ya casado con Elena (Catherine Zeta-Jones) siendo padre de Joaquín de la Vega (Adrián Alonso), y convertido en un rico terrateniente y miembro de la alta sociedad californiana, siempre jura que dejará de ser el Zorro, pero no cumple con su promesa. Elena, cansada de vivir con Alejandro decide divorciarse de él. 
Tres meses después, Alejandro es invitado a una fiesta de inauguración de un nuevo viñedo. En esa fiesta descubre a su ya exesposa con un francés recién llegado a California y fuera de la fiesta, con bastante alcohol en sangre, descubre a pocos metros del viñedo una gran explosión de causa desconocida. En la mañana el Zorro ayuda sin éxito a impedir que unos villanos destruyan un campo y asesinen a su propietario. Eso despertó sospechas sobre Armand (el francés antes mencionado). En la noche, el Zorro va a la casa de Armand para investigar y descubre que este está intentando construir una vía para el tren sobre el campo destruido para transportar nitroglicerina al ejército de la Confederación para destruir Washington en plena guerra civil y a días de la unión de California con los Estados Unidos.

## Reparto
| Personaje                                         | Actor                 | Doblaje (LAT)          | Doblaje (ESP)             |
| ------------------------------------------------- | --------------------- | ---------------------- | ------------------------- |
| Zorro / Alejandro Murrieta / Alejandro de la Vega | Antonio Banderas      | Humberto Solórzano     | Salvador Aldeguer         |
| Elena de la Vega                                  | Catherine Zeta-Jones  | Marcela Páez           | Alba Sola                 |
| Joaquín de la Vega                                | Adrián Alonso         | Adrián Alonso          | Juan Barenys              |
| Conde Armand                                      | Rufus Sewell          | Gerardo Reyero         | Juan Antonio Bernal       |
| McGivens                                          | Nick Chinlund         | Guillermo Coria        | Doménec Farell            |
| Fray Felipe                                       | Julio Oscar Mechoso   | Arturo Mercado         | Juan Fernández            |
| Blanca                                            | Giovanna Zacarías     | Mónica Villaseñor      | Ana Pallejá               |
| Pike                                              | Shuler Hensley        | Juan Alfonso Carralero | Rafael Calvo              |
| Harrigan                                          | Michael Emerson       | Raúl de la Fuente      | Alberto Mieza             |
| Gobernador Patrick                                | Pedro Armendáriz Jr.  | Arturo Casanova        | Emilio Freixas            |
| Esposa de Gobernador                              | Mary Crosby           | Magda Giner            | -                         |
| Hno. Ignacio                                      | Alberto Reyes         | Eduardo Garza          | Jose Antonio Torrabadella |
| Ferroq                                            | Raúl Méndez           | Enrique Cervantes      | Jordi Ribes               |
| Don Díaz                                          | Fernando Becerril     | Martín Soto            | Javier Amilibia           |
| Phineas Gendler                                   | Pepe Olivares         | Yamil Atala            | Gonzalo Abril             |
| Padre Quintero                                    | Tony Amendola         | Sebastián Llapur       | Jaume Comas               |
| Marie                                             | Mar Carrera           | Yolanda Vidal          | Aurora García             |
| Pordiosera                                        | Tina French           | Ruth Toscano           | -                         |
| Lord Dillingham                                   | Philip Meheux         | Francisco Colmenero    | Francisco Alborch         |
| Guillermo Cortez                                  | Gustavo Sánchez Parra | Xavier Fernández       |                           |

## Premios

### Premio Juventud
| Año  | Categoría      | Persona          | Resultado |
| ---- | -------------- | ---------------- | --------- |
| 2005 | Mejor película | Mejor película   | Ganadora  |
| 2005 | Mejor actor    | Antonio Banderas | Ganador   |

## Curiosidades
- El actor Pedro Armendáriz Jr. interpretó en la anterior película a un hidalgo llamado Don Pedro. En esta película, interpreta a Patrick, el gobernador de California, quien firma la unión de California a los Estados Unidos junto con el presidente Abraham Lincoln.
- El actor Tony Amendola en La máscara del Zorro interpretó a Don Luis, aliado de Don Rafael Montero, a quien le fueron entregadas las tierras para evitar que cayeran en manos del gobierno mexicano. En esta película interpreta al Padre Quintero, quien es profesor del pequeño Joaquín.